# Wilhelm Beuke
Wilhelm Beuke (* 14. Juni 1881; † 12. April 1966 in Lilienthal) war ein Pädagoge und Politiker (BDV, FDP) sowie Mitglied der Bremischen Bürgerschaft.

## Biografie
Beuke war der Sohn eines Handwerkmeisters. Er studierte Pädagogik und war in Bremen-Kattenturm und Schwachhausen als Volksschullehrer sowie ab 1908 bis 1948 als Ober- und Turnlehrer an der Realschule in der Sögestraße tätig.
Er war seit 1948 Mitglied zunächst in der Bremer Demokratischen Volkspartei, die ab 1951 Teil der FDP wurde. Von 1948 bis 1951 war er für Ehrhart Heldmann Mitglied der 2. Bremischen Bürgerschaft und Mitglied verschiedener Deputationen, u. a. für die Schulen, sowie im Verfassungs- und Geschäftsordnungsausschuss.
Als Sportler war er als Turner (Turnvater) und Schwimmer in Bremen bekannt und ehrenamtlich aktiv in der bremischen und deutschen Turnerbewegung, die er nach 1945 maßgeblich wieder aufbaute. Als Turnlehrer war er im TuS Schwachhausen/Horn aktiv und Vorsitzender der Bremer Arbeitsgemeinschaft zur Wiederherstellung des bremischen Turnverbandes.
Nach 1950 wurde er Vorsitzender des Landesverbandes der Ruhestandsbeamten. Er war Mitglied in der Freimaurer-Loge zur Hansa und Logenmeister.